# Sân bay Reykjavík
Sân bay Reykjavík (tiếng Iceland: Reykjavíkurflugvöllur, (mã IATA = RKV, mã ICAO = BIRK) là sân bay quốc nội chủ yếu của Iceland. Sân bay nằm cách trung tâm thủ đô Reykjavík chừng trên 1 km (đi bộ mất khoảng dưới 10 phút). Sân bay này có 3 phi đạo ngắn. Gần đây chỉ có 2 phi đạo được sử dụng quanh năm, còn phi đạo thứ ba (số 06/24) - nhỏ nhất - thường chỉ được sử dụng trong mùa đông.
Sân bay Reykjavík chỉ phục vụ các tuyến bay quốc nội, các chuyến bay tới đảo Greenland và Quần đảo Faroe cùng các chuyến bay quốc tế chở khách thuê bao. Sân bay này là căn cứ chính của các hãng hàng không Air Iceland và Eagle Air.
Sân bay Reykjavík do Cơ quan hàng không quốc gia Flugstoðir của Iceland quản lý.

## Lịch sử
Chuyến bay đầu tiên trên khu vực sân bay Reykjavík hiện nay diễn ra ngày 3.9.1919 khi máy bay Avro 504, máy bay đầu tiên của Iceland cất cánh. Sân bay hiện nay do quân đội Anh xây dựng trong thời Thế chiến thứ hai trên bờ phía nam của bán đảo Reykjavík, khi đó Reykjavík chỉ là 1 thành phố nhỏ. Quân đội Anh bắt đầu xây sân bay từ tháng 10/1940, lúc đó sân bay chỉ là bãi cỏ.
Sau khi chiến tranh chấm dứt, quân đội Anh trao sân bay lại cho chính phủ Iceland ngày 6.7.1946 và từ đó, sân bay này do Cơ quan hàng không dân dụng Iceland (nay gọi là Flugstoðir) quản lý.
Trong các thập niên sau, thành phố Reykjavík phát triển quanh sân bay, và nay sân bay nằm ở phần phía tây của thành phố. Việc đổi mới sân bay bắt đầu từ năm 2000 và kéo dài 2 năm. Sau khi đổi mới, chiều rộng của phi đạo số 01/19 và 13/31 là 45 m, và chiều rộng của phi đạo 06/24 là 30m.
Năm 2001, có cuộc trưng cầu ý dân về việc nên hay không nên dời sân bay đi nơi khác, vì ở quá sát thành phố thủ đô. Trong cuộc trưng cầu ý dân này 49,3% người đồng ý dời và 48,1% người không đồng ý và yêu cầu tạm chờ tới năm 2016, khi kế hoạch mở rộng đô thị được hoàn tất.

## Nhà ga hành khách

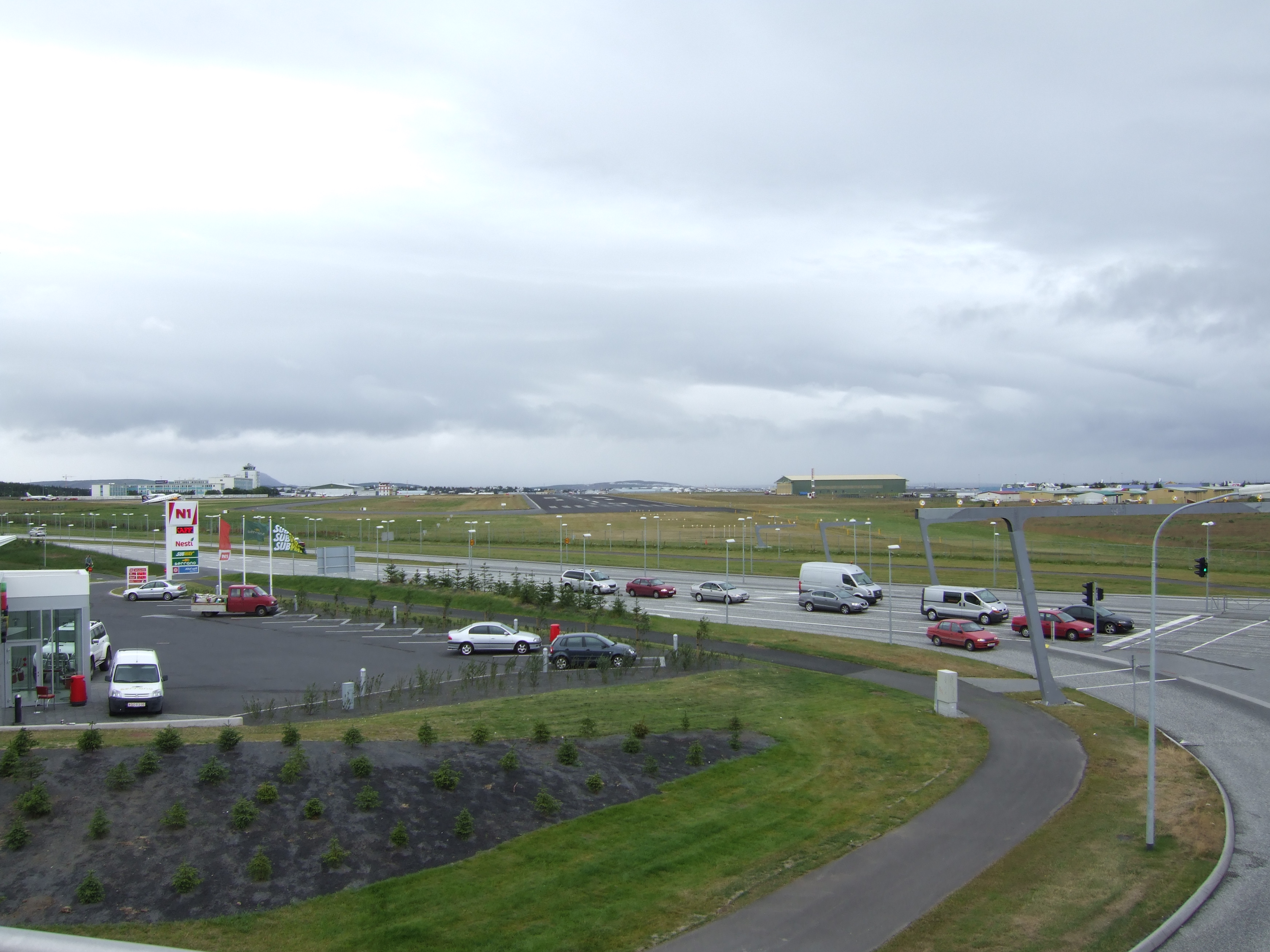
Sân bay Reykjavík nhìn từ phía bắc, qua đường Hringbraut, dọc theo gần phi đạo 19

Sân bay Reykjavík có 2 nhà ga hành khách. Nhà ga chính, dùng cho các tuyến bay quốc tế và quốc nội của hãng Air Iceland. Nhà ga phụ, nhỏ hơn, dùng cho các tuyến bay quốc tế và quốc nội của hãng Eagle Air.

## Các hãng hàng không & Các nơi đến
- Air Iceland (Akureyri, Egilstaðir, Grímsey, Ísafjörður, Kulusuk, Narsarsuaq, Nerlerit Inaat, Nuuk, Þórshöfn, Vágar, Vestmanneyjar, Vopnafjörður)
- Atlantic Airways (Narsarsuaq, Vágar)
- Eagle Air (Bíldudalur, Gjögur, Sauðárkrókur, Höfn)

Atlantic Airways đảm nhận một số chuyến bay tới Narsasuaq cho hãng Air Iceland, cũng như có thỏa thuận liên danh tới Sân bay Vágar (Quần đảo Faroe).